# Streitenberger-Kliff
Das Streitenberger-Kliff ist ein steil abfallendes Felsenkliff im westantarktischen Marie-Byrd-Land. In den Thiel Mountains ragt es 2,1 km westlich des Reed Ridge am Nordwestrand des Ford-Massivs auf.
Die Benennung erfolgte auf Vorschlag des Geologen Arthur B. Ford und des Kartografen Peter Frank Bermel, die gemeinsam zwischen 1960 und 1961 eine Mannschaft des United States Geological Survey zur Erkundung der Thiel Mountains leiteten. Namensgeber ist Staff Sergeant Fred W. Streitenberger vom United States Marine Corps, Navigator einer Crew der Navy-Flugstaffel VX-6, die jene Mannschaft zu den Thiel Mountains und weiteren Gebirgen geflogen hatte.